# Seggiano
Seggiano település Olaszországban, Toszkána régióban, Grosseto megyében. Lakosainak száma 970 fő (2023. január 1.). Seggiano Abbadia San Salvatore, Castiglione d’Orcia és Castel del Piano községekkel határos.

## Népesség
A település lakossága az elmúlt években az alábbi módon változott:
| Lakosok száma | 965  | 958  | 970  |
|               | 2017 | 2018 | 2023 |